# Kazuma Kodaka
Kazuma Kodaka (こだか和麻 Kodaka Kazuma; Kōbe, 19 novembre 1969) è una fumettista giapponese.
Ha fatto il suo debutto nel 1989 su rivista con Sessa Takuma! .
Scrive principalmente manga che raccontano storie sentimentali tra ragazzi maschi, ed è stata descritta come una pioniera oltre che maestra nel genere: ha scelto d'inserire storie omosessuali nei suoi racconti, trovando questo tipo di storie più interessanti delle solite trame shōjo per ragazze.
Ha anche scritto molte parodie di serie famose, come Slam Dunk, Fullmetal alchemist e The Prince of Tennis. Ha inoltre disegnato i personaggi dell'OAV Pratiche fuori orario: per sua stessa ammissione, una delle autrici che più l'ha influenzata è stata Rumiko Takahashi.
Continua a disegnare a mano senza usare le tecniche computerizzate ed ha imparato le tecniche shōjo da Sanami Matoh, autrice di Fake: Un'indagine confidenziale.

## Opere
- Sessa Takuma! (せっさ拓磨!; 1993)
- Hana to Ryū (1993-2010; 23 volumi)
- Kizuna (1992-2008; 11 volumi, completato)
- L'equazione del professore (腐った教師の方程式, Kusatta Kyōshi no Hōteishiki; 1993-2002, 10 volumi)
- Sebiro no Housekeeper (背広のハウスキーパー, Sebiro no Hausukīpā; 1995 und 1997, 2 volumi di racconti)
- Ki-me-ra (KI・ME・RA; 1995–1996, 2 volumi)
- Kodaka Kazuma Illustrations (1997, Artbook, libro illustrato)
- Midare Somenishi (乱れそめにし; 1999)
- Not Ready? Sensei (NOT READY!?センセイ; 2000 und 2004, 2 volumi)
- Mezase Hero! (めざせHERO!; 2001 und 2004, 2 volumi)
- Ihōjin – Etoranze (異邦人～エトランゼ～; 2003)
- Ren'ai Hōteishiki (恋愛方程式; 2006 und 2008) (2 volumi, seguito di "l'equazione del professore")
- Sex Therapist (SEXセラピスト, Sex Terapisuto; 2006)
- Border – Kyōkaisen (BORDER-境界線-; 2008, 4 volumi)